# エクストルーパーズ
『エクストルーパーズ』(E.X.TROOPERS)は、カプコンより2012年11月22日に発売されたゲームソフトである。ニンテンドー3DS、PlayStation 3のマルチプラットフォーム。

## 概要
入植実験惑星「EDN-3rd」が舞台で、主人公達はNEVEC教育機関（アカデミー）の生徒、バイタルスーツも登場するなど、ロスト プラネットシリーズと世界観を共有しているが、アクションシューティングゲーム（サードパーソン・シューティングゲーム）の入門編として新規タイトル扱いとなっている。また、ロストプラネットシリーズと、人物、ストーリーの関連性はない。
コマ割りを用いた「マンガデモ」やトゥーンレンダリング、書き文字の擬声語表示など漫画を意識した表現を用いている。
ニンテンドー3DS版はローカルプレイ、PlayStation 3版はオンラインによるマルチプレイに対応している。

## キャラクター

### 主要人物
ブレン・ターナー
声 - 梶裕貴
本作の主人公。EDN-2ndから特別編入隊員としてやってきた少年。難しく考える事が苦手で好奇心が原動力となる熱血タイプであり、人見知りをしないオープンな性格。あまりに破天荒な言動や行動が多い所為で、他の隊員から変わり者呼ばわりされたり教官に怒られる事も多いが、白兵戦、VS操縦のどちらにおいても天性の才能を持つ。異性にも基本的に対等に接するが、ギンギラに興味を持って迫って来たジュリィの態度を愛の告白と勘違いして狼狽える初心な一面もあり、また、海でのミッションでは女子が水着で来ると早合点するようなスケベでもある。ベースではアドバンスベースの制服の上にジャケットを羽織っており、プレイアブルキャラでは唯一アドバンスベースの制服を着ている。
口癖は「ギンギラ一番星を俺は目指す！」。これは「何でも一番を目指す」という意味であり、どこに居るかも判らない失踪した父にも気付いてもらえるぐらい目立つ存在になる事への決意の表れである。ティキ曰く「ブレン」とは雪族の言葉で「戦士の翼」を意味する。
先のスブリマトゥム事件の英雄である"ローレンス"の息子であり、EDN-3rdに来たのは、父親の偉業を見越しての才能に期待し、今回の事件のバックアップとして黒幕が呼び寄せたものである。戦いの最中にティキと出会い、彼女に運命的なもの（本人曰く「ワクワク」「キラキラ」）を感じ取った事からやがて行動を共にする。ラヴェル率いるアカデミーズがティキの奪取を目論んだことで、彼女を守るべく戦うことを決意。終盤はティキ、クーリスと共にメビウスシステムに乗り込み、ゼニスに追い詰められるもギンギラの加勢によって逆転し、最終決戦では最大限に高めたEX-Tによって放った「ギンギラギン」によってゴホンユビを撃破した。その後、スブリマトゥムを受け止める形でティキの救出に成功する。
ティキ
声 - 早見沙織
本作のヒロイン。雪賊「貴森賊」の巫女であり、大女神と呼ばれる存在。年齢不詳。ブレンとは運命的な出会いを果たし、彼には基本的に「キラキラちゃん」と呼ばれる。後にある思惑からアカデミーに編入させられ、ブレンと共に事件の背後に潜む存在と対峙していく事となる。
大女神として覚醒する際、先代のセルカから歴代大女神の記憶を全て受け継いでいる。あらゆる言語に精通した語学力を持つが、反面外の世界には疎く、アカデミーでは慣れない環境に戸惑うことも（特にエンディング後はブレンの助言を受けた事で、自分の殻を破るべく人と接するようになる）。ベース内ではフロンティアベースの制服（余りもの）を着ている。ジュリィが驚くほどの抜群のプロポーションの持ち主でもある。
終盤、ブレン、クーリスと共にメビウスシステムに乗り込み、ラヴェルと対峙するもゼニスによって捕らわれる。ギンギラに助け出されるが、スブリマトゥムに呑まれて分子レベルまで分解されてしまう。それでも意思は存在し続けており、ブレンと共にEX-Tスーパーパワーを放ち、ゴホンユビを撃破する。その後、スブリマトゥムと一体化したままEX-Tの流れをEDN-3rdへと誘導するが、追いついたギンギラとブレンが受け止めた事で再びティキとして実体化。ブレンと共にT-ENGの流星群を眺めながらEDN-3rdへと帰還した。
使用武器はリングショットガン。
クーリス・ランドバード
声 - 谷山紀章
テックベースからの特別編入隊員であり、アカデミーのエリート。20歳。VSの操縦や白兵戦に長けており、成績は常にトップで特に射撃の腕には絶対の自信を持っている。ベースでもファンクラブが結成させるほどの人気者。
冷静沈着で曲がったことを嫌う性格だが、今回の事件の黒幕とは多少ながら協力関係にあり、ティキの捕縛など裏で暗躍していた。当初は新入りのブレンを軽んじつつも先輩として支援していたが、乗機になる筈だったギンギラを奪われた事でブレンに強い嫉妬を抱くようになり、更にブレンが次々と偉業を成し遂げていくにつれてその感情を強めていく。終盤では肩書や地位を捨ててブレンに対して決闘を挑むことになり、銃撃戦と激しい頭突き合いを経て吹っ切れたのか、一時休戦してブレンに協力するようになる。最終決戦ではブレン、ティキと共にメビウスシステムに乗り込むが、ゼニスとの決戦に向かうブレン達を送り出して自身は新手の排除のために留まる。その際に真のEX-Tに覚醒し、敵を全滅させた後にゴホンユビと戦うブレンをサポートした。エンディングでは無事にEDN-3rdに帰還し、ルアンとジュリィに迎えられている。
使用武器はプラズマキャノン改。
ジュリィ・フライシャー
声 - 沢城みゆき
テックベースからの特別編入隊員で、明るさが持ち味のムードメーカー。19歳。ブレンの事は「一番星君」と呼ぶ。VSの操縦技術はクーリスよりも上手であり、VSに対して豊富な知識と並外れた愛情を持っている。駆動系潤滑油の匂いをアロマと称するほどのメカマニア。特にブレンのVS「ギンギラ」には飛び抜けた愛情を注いでいる。ハートマークが好きで、愛機・ハニーバニーのボディペイントに使用している他、ミッションでもポーズと共に周囲にハートを放つ演出がある。
中盤、競技大会の決勝戦でブレンと対戦するも、自身の急激なEX-Tの覚醒によってハニーバニーの暴走を招いてしまい、ブレンとギンギラに救出されるが、酷く落ち込んでしまう。しかしギンギラの励ましとブレン達の支えもあって元気を取り戻す。最終決戦でもブレン達に同行するはずだったがテックベースの打ち上げに不具合が生じた為に自ら操作に向かい、敵の妨害を受けながらも真のEX-Tに覚醒し、ベースの発射を成功させる。直後、進入してきた敵に銃を向けられるが、駆け付けたルアンに助けられた。
使用武器はラピッドレーザー。
ルアン・フォレスト
声 - 代永翼
フロンティアベースからの編入隊員。19歳。ブレンよりも先に編入した先輩で、何かと世話を焼いてくれる。ブレンには「先輩君」と呼ばれる。AKに対して強い興味を抱いており、データ収集には余念がない。雪族の言葉も一応かじってはいるが、ティキには通じなかった。
当初は先輩とは思えないほどオドオドしており、ジュリィに「ボンクラ」呼ばわりされることすらあった。実際に戦闘も苦手と言う頼りない少年であったが、ブレンとの関わりやフロンティアベースでの一件、その後の多くの難題を乗り越えて心身ともに強く成長していく。作中では最終章以外の幕間は彼の「そんなこんなで」というフレーズが頻繁に挟まれる独特のモノローグで語られる形式となっている。最終決戦にも同行するはずだったが、一人で残ったジュリィを追って自身もベースを降り、敵兵に射殺される寸前で彼女を助けた。その後、ジュリィと共にブレン達を見送る。
使用武器はプラズマガン。
ギンギラ
声 - 子安武人
次世代AIを搭載した人型の試作VS。パイロットと会話できるほか、簡易的な自律行動も取れる。当初はクーリスの乗機として支給される予定であったが、シャトルが襲撃を受けた際にウォルターによってブレンがパイロットとして登録させられる。大気圏突入時に行方不明となるが後に回収され、以降はブレンの相棒として活躍する。「ギンギラ」と言う名前は登録時にブレンが付けたもの。ジュリィとティキには「ギンギラちゃん」と呼ばれる。
パイロットであるブレンのことを「マスター」と呼んでいるが、パイロット本人の意向により、最終決戦時はそのまま「ブレン」と呼んでいる（エンディング後は「マスター」に戻っている）。人工知能ながら義理堅い性格で紳士的な口調で話し、猪突猛進なブレンの意志にも応える熱い精神の持ち主。また、落ち込んだジュリィを励ますなど、機械らしからぬ人間臭い一面を持つ。ブレンいわく「最高の相棒」。
一部ミッションではギンギラに搭乗して出撃する。操作方法自体は生身とあまり変化は無いが、戦闘スタイルは大きく異なる他、空中戦などVSならではの展開が用意されている。
最終決戦では宇宙に飛び立つブレン達を守るべく単機で戦い、最後は撃墜されてしまう。しかしラヴェルとの戦いで覚醒したブレンの真のEX-Tに呼応して復活。凄まじい速度でブレン達に追いつき、覚醒モードを発動してゼニス、及びゴホンユビを倒した。その後、全速力でスブリマトゥムを追い抜き（この際にマンガデモを突き抜けており、以降は通常のムービーとなる）、ブレンと共にティキを受け止めて救出。2人を乗せてEDN-3rdへと帰還した。

### アカデミー関連
W.I.Z(ウィズ)
声 - 小林ゆう
各ベースの情報を管理する運営AIシリーズ。全て眼鏡をかけた女性の姿にデザインされている。開発者の意向（独断）でベースごとに人格が異なる。エンディング後に条件を満たすと三人ともプロフィールカードを入手可能。
W.I.Z-γ
W.I.Z三姉妹の三女。ブレンが最初に出会うW.I.Zであり、アドバンスベースの情報を管理する。個人名は「エイミー」。AIとしては最新の第三世代に当たり、前代までのノウハウを活かして開発された高い性能を誇る。高性能の処理能力を活かし、お茶目で人当たりの良い性格をしている。
使用武器はアイスGランチャー
W.I.Z-α
W.I.Z三姉妹の長女。フロンティアベースを管理する。AIとしては第一世代に当たり、処理能力は妹達に劣るものの、おっとりとした性格設定による丁寧で柔軟な対応は高く評価されている人気者。
使用武器はスタンGランチャー。
W.I.Z-β
W.I.Z三姉妹の次女。テックベースを管理する。AIとしては第二世代に当たる。前代より処理能力が改善されておりテック隊員達の高度な要求にも即座に対応できるほどの高い処理能力を持つ。クールな性格だが、それは処理能力を効率に優先させている為。最終決戦ではテックベースと共に宇宙に飛び上がるも、敵からのハッキングを防ぐために自ら犠牲になり、W.I.Z-γに後を託して消滅した（エンディング後には復活している）。
使用武器はファイヤーGランチャー。
ウォルター・スティングレー
声 - 三宅健太
アドバンスベースの教官。36歳。隊員からは「鬼」と呼ばれるほど常に厳しく接するが、隊員思いの行動を優先する兄貴分的存在。ブレンをギンギラに乗せた張本人。スターダストボムズの元メンバーであり、リーダーであるローレンスを師と仰いでいた。NEVECに所属する人間であるが、局長であるラヴェルのやり方には反感を覚えている。ストーリー後半、行動を開始したラヴェルに反旗を翻し、ブレン達を全面的に支援する。最終決戦前にはディアナ、リーガンと共にブレン達のEX-Tレゾナンス覚醒のため、最後の試練を与える。
エンディング後に関連イベントをクリアするとプロフィールカードを入手可能。使用武器はプラズマブレイド。
ディアナ・ハイライン
声 - 小松由佳
フロンティアベースの女性教官。32歳。面倒見がよく、容姿端麗で男女隊員ともにファンが多い。戦闘においても他の男性教官に引けを取らない実力をもち、指導力やアカデミーにおける政治力にも長けている才女。ブレンには「ビカビカさん」と呼ばれる。ラヴェルの命令で裏ではT-ENG採取のためのAKの培養を行っており、その事に責任を感じている。スターダストボムズの元メンバーであり、ラヴェルが行動を開始するとウォルター同様に離反し、自ら武器を取って戦場へと舞い戻る。
エンディング後に関連イベントをクリアするとプロフィールカードを入手可能。使用武器はホーミングミサイル。
リーガン・ワッツ
声 - 三木眞一郎
テックベースの教官。29歳。常に頭部を覆うマスクをかぶり、他者に感情を読み取らせない。教官の中では一番若く経験も浅いが、統率力は非常に高く、テックベースの隊員達の優秀さは彼のカリキュラムがあってこそと言われている。他のどの教官よりも、ラヴェル局長への尊敬の念が強い。それ故に、当初はラヴェルに付きしたがっていたものの、メビウスシステムに向かう際に（奇しくも若き日のラヴェルと同じように）置き去りにされた事で絶望する。その後はウォルターの説得を受けたらしく改心しており、クーリスに利用していた事を謝罪しつつブレン達に協力するようになる。マスクはラヴェルに置き去りにされた際にクーリスに取られたが、ブレンとの頭突き合戦で割れてしまった。
エンディング後に関連イベントをクリアするとプロフィールカードを入手可能。使用武器はプラズマキャノン。また、メダル報酬を取得すると素顔の状態で出撃できる。
クライス・ラヴェル
声 - 大塚芳忠 / 三木眞一郎（若年時）
ブレンたちが所属する教育機関「アカデミー」の局長。常におおらかな笑顔でたたずむ紳士。「結構」が口癖。ローレンスとは親友でありライバルで、過去のスブリマトゥム事件ではローレンス、セルカと共に戦った英雄の1人だった。
しかし実は今作の事件における黒幕である。新天地にローレンスと共に行こうとしたが断られ、EDN-3rdに残されたことに恨みと後悔を抱いていた、その事から新天地に行くという目的の為に手段を選ばなくなってしまった。過去の戦いの影響で体の半分が義体にすり替わっている。ストーリー後半、私設部隊「アカデミーズ」を投入してティキの捕縛に乗り出すが、ブレンが拒否した事でアカデミーズとベースの全面戦争が巻き起こる。その後、スブリマトゥムに備えてメビウスシステムへと飛び立つが、追ってきたブレン達と対決し、一度敗れるとゼニスへと搭乗して追い詰める。しかし駆け付けたギンギラに敗北し、今度はゴホンユビを召喚して全てのT-ENGを新世界へ持ち去ろうとしたが、ブレン達の放ったギンギラギンの前に三度敗北。その後ブレンの放った強烈な頭突きと最期の瞬間にセルカの魂に「若い世代の目覚めに力を添えたことは事実」と告げられ、穏やかに「結構」と呟きながら爆死した。
ソフィー
声 - 青木和代
アドバンスベースのカフェのおばちゃん。料理の腕は勿論、かつては凄腕の兵士であり、白兵戦でも無類の強さを持つ。ユナ曰く、寝てない。

### アカデミーの訓練生
ユナ
声 - 青木瑠璃子
アドバンスベースの訓練隊員で、ブレンと同じ新入隊員。18歳。料理が得意でカフェの手伝いをしており、ベースでは訓練隊員の制服ではなくカフェの制服を常に着用している。彼女だけ訓練隊員の制服姿は存在せず、ヤマトやツバキと違ってミッションで着せることもできない（カフェの服が「制服」扱い）。コギャルのような口調だが、基本は優しい性格。白馬の王子様を求めており、イケメンには目がない。「ロングレンジ愛好会」所属。
使用武器はロケットランチャー。
ヤマト
声 - 飯田利信
アドバンスベースの訓練隊員。18歳。ミリタリーマニアで「-であります！」という軍隊調の口調で話す。ショットガンに拘りを持ち、「ショートレンジ愛好会」なるものを結成している。戦闘や武器の知識は豊富だが、実践成績はそれほどでもない。ベースでも常に戦闘服を着用している。
使用武器はショットガン。
ゴータ
声 - 脇知弘
フロンティアベースの訓練隊員。19歳。肥満体質であり、言動は粗暴だが、情に厚い兄貴肌の性格で他の訓練生からも慕われている。ルアンとは旧知の仲。
使用武器はプラズママグナム。
ツバキ
声 - 高下三佳
フロンティアベースの訓練隊員。19歳。体を動かすことが大好きで、いつもベース内を走り回っている元気娘。一人称は「ボク」。常にジャージを着用している。不幸体質で、ミッションに出る度に不運の連続に見舞われる。しかしそれには原因があり、関連イベントを進めると解消させる事ができる。
使用武器はフリーズガン。
マックス
声 - 後藤ヒロキ
フロンティアベースの訓練隊員であり、ベルの妹。20歳。三度の飯よりトレーニング好きで、鍛え抜かれた肉体を持つ。熱血的な性格だが思い込みは激しく勘違いが多い、所謂脳筋キャラ。実践訓練の成績は優秀だが、学科訓練は常に最下位。どんな環境下でも常にトレーニングウェアを着用している。
使用武器はガトリングガン。
ブラット
声 - 野宮一範
テックベースの訓練隊員。20歳。高い戦闘技術を持ち、戦いの主導権を握る実力者。皮肉屋な性格だが、勝負は常に正々堂々と行う信条を持つ。ベースでは彼の後ろに常に取り巻く応援団三人娘が「GO!ブラットGO!」と掛け声を上げている。「-だゼ」「-なのサ」と言った独特の語尾で話す。
使用武器はホライゾンミサイル。
アイン
声 - 石川界人
テックベースの訓練隊員。20歳。ブラットとチームを組み、戦術面でサポートを行う。マテリアルには偏執的な拘りを持ち、「クヒヒヒ」という笑い方も相まって、その様相はマッドサイエンティストを思わせる。笑う時は語尾にｗを付ける事もある。
使用武器はスタンGランチャー。
ベル
声 - 直木萌美
テックベースの訓練隊員であり、マックスの妹。18歳。マイペースで思い込みが激しく、惚れやすい。助けてくれたブレンを王子様と呼び、何かとアプローチをかけてくる。甘いものが大好きで膨よかな体型だが、あるイベントではダイエットによって別人のような姿になる。…が、イベント終了後は元に戻り、ブレンを混乱させる。本人曰く今も前も何も変わっていないとの事だが、本当に痩せていたのかブレンの見た幻覚だったのか真相は不明のまま（以降はVRミッション時に体型を選択可能）。エンディング後はブレンの返答次第で本当にダイエットする。
使用武器はアイスGランチャー。
サージュ
声 - 瀬戸麻沙美
テックベースの訓練隊員。19歳。真面目で規律に厳しい性格で、彼女に没収された物は二度と戻ってこないという。ジュリィとは同期の親友で、ただの友人以上の感情を抱いている。それ故に、ジュリィといつの間にか親しくなり時には彼女の世話になっていたブレンに当初はきつく当たるが、徐々に態度を軟化させ、やがて好意を抱くようになっていく。それ以降は眼鏡を外して髪を下ろした姿になる（返答次第で元に戻す事も可能）。
使用武器はフレイムランチャー。

### その他の人物
セルカ
声 - 川村万梨阿
雪賊「貴森賊」の先代の巫女。作中序盤でティキに全てを託し、この世を去る。
過去のスブリマトゥム事件にてローレンスとクライスと共に戦った同士。
クリア後にはVRミッションのアバターとして設定することができる。
ローレンス・ターナー
声 - 梶裕貴
先のスブリマトゥム事件の英雄で、ブレンの父親。真のEX-Tに目覚め、三位一体で放つ必殺技「ギンギラギン」を編み出した。「エクストルーパー」と呼ばれる伝説の存在だが、現在は行方不明。ブレンはその事を知らない。
実は過去のスブリマトゥム事件にて新世界に旅立っており、既にこの世界には存在しない。在りし日の容姿は髪の色こそ違うがブレンに瓜二つである。
クリア後にはVRミッションのアバターとして設定することができる。ミッション開始時のカットインも、ブレンと違ってシリアスな表情である。

## 用語
ここでは『ロストプラネット』シリーズに登場しない本作独自の用語を主に解説する。

### アカデミー関連
アカデミー
NEVECがEDN-3rdの入植活動の原動力となる次世代の人材育成と先進技術研究を目的に設立した教育機関。EDN-3rdの3ヶ所にベースを設立しており、地域ごとにベースの教育方針や理念が異なる。
アドバンスベース
EDN-3rdに設置された最新のベース。大気圏外との行き来も可能であるシャトル発着場を持ち、EDN-3rdの玄関口としても機能する。他のベースと積極的に交流カリキュラムを行いながら、隊員の自助努力を促す校風を持つ。講堂前にはアカデミー創設者の胸像が設置されているが、何故かそれに装飾がされる事があり、怪奇ネタとして扱われている。制服の色は青を基調としているが、仲間キャラの中ではこのベースの女子隊員の制服を着られるキャラは1人もいない。ベース全体の管理はAIオペレーターの「W.I.Z-γ」が務めている。物語終盤、アカデミーズの襲撃で一度は陥落・占拠されるが、ブレン達によって奪還される。
フロンティアベース
アカデミー設立当初から運営されている最も古いベース。森林・海洋地帯の開拓事業を行いながら、エイクリッドや雪賊の勢力分布調査や、周辺環境の研究なども活発に行われている。ベース内には発掘作業中のエイクリッドの化石が横たわるエリアがある。力仕事が多いため、豪快・タフを売り物にしている隊員が多いのも特徴。制服の色はグレーを基調としている。ベース全体の管理はAIオペレーターの長女「W.I.Z-α」が務めている。
テックベース
最新のシミュレーターを用いたVSの教習に力を注いでいて、ベース対抗で毎年開催される戦技大会では好成績を残している。砂漠や火山といった厳しい環境での開拓任務を担当しているので隊員たちの能力が高く、NEVEC本体へエリートを多く輩出している。制服の色は赤を基調としている。ベース全体の管理はAIオペレーターの次女「W.I.Z-β」が務めている。クーリスとジュリィは元々ここに所属していた。その正体は移民時代に使用されていた揚陸艇であり、現在でもクルーズモードを起動する事で宇宙へ飛び立つ事が可能。最終決戦ではメビウスシステムへ向かうためのブレン達の箱舟となる。

### エイクリッド
エイクリッドX
作中で出会う、獣と昆虫が混ざったような外見をしたAK。『ロストプラネット2』に登場したものとは別物。全方位への雷球や瞬間移動などの従来のAKとは次元が異なるほどの戦闘力を有しており、生態もほぼ不明だったが、その正体は黒幕によって作られた人造AK。故にAK達からも同族とは見做されず、自然界においても孤立した存在となっていた。パッケージ画にも登場する。
カテゴリーG
超大型エイクリッドの総称。活動するとT-ENGの枯渇を招くが、この行動はスブリマトゥムに至るための指針とエネルギーの収集でしかない。
グヴァンテ
伝説と言われる二種類のAKの片割れ。活動圏を氷原に変えてしまうほどの氷結能力を持つ。
オーガント
伝説と呼ばれる二種類のAKの片割れ。火山地域を縄張りにしているが、作中で焔兵が改造を施してしまい暴走する。
スブリマトゥム
EDN-3rdに異変が起きた時、種の保存を図るためにAKを含めた惑星一つ分のT-ENGが起こす惑星間の転移現象。前兆として、各地で大量のT-ENGの出現とカテゴリーGの活性化などの現象が見られる。

### その他
EX-T（エクスサーマル）
入植者でも若い世代に見られるパワー。若い世代は生まれた時からハーモナイザーを通じてT-ENGを体内に循環させている為、その影響で発現したとされる。研究が始められて間もない為、詳細は未だ解明されていない。
作中ではこの力を用いて「EX-Tブラスト」という必殺技を放つ事ができる。
メビウスシステム
EDN-3rdの静止衛星軌道上に停泊する惑星間跳躍装置。名前はその形状に由来し、通常は２つのリング状の建造物がホップ絡み目的に繋がった形状となっている。
その実態はスブリマトゥムによってEDN-3rd全域から集結したT-ENGを一度に転移、制御下に置く為の巨大な「器」である。本来の機能を起動する際は∞の形を取る。本作の始まりの地であり、最終決戦の舞台。
アカデミーズ
NEVECの特務部隊だが、設立の背景は一切謎。冒頭でブレン達の乗った宇宙船を襲撃した敵でもある。その正体はラヴェルの私兵部隊であり、NEVECにも登録情報は存在しない。スブリマトゥムが迫った事で、ラヴェルの指令によりベースを襲撃する。ストーリー終盤の主な敵。
ゼニス
今回の事件のために黒幕が用意したVS。ギンギラと同様の技術を使い外見も酷似しているが、機体のカラーリングや頭部などの各種装甲の形状が異なる。設計思想も異なるらしく、完全な一人乗りでAIが搭載されていない。
ゴホンユビ
ゼニスをコアとし、スブリマトゥムによって発生した超大量のT-ENGを回収し、新世界に至るための箱舟。今作のラストボス。名前のとおり巨大な五本指のような形状をしているが、戦闘形態として人型に変形することが可能。
エクストルーパー
EX-Tを操る究極の兵士。ブレンの父であるローレンス・ターナーのみが覚醒したとされる。このエクストルーパーとなり得る隊員を発見する事がアカデミー設立の真の目的である。

## 主題歌
- オープニングテーマ
  - May'n『Mr.Super Future Star』
- エンディングテーマ
  - 早見沙織『Re@union』
- 挿入歌
  - 小林ゆう『Starry Conversation -Triangle mix-』
  - 沢城みゆき『Starry Conversation -Bunny mix-』
  - 早見沙織『解放レゾナンス』

## Webラジオ
エクストルーパーズ ギンギラ放送局
2012年8月23日から12月27日まで、音泉にて配信されていたWebラジオ番組。隔週木曜日更新。パーソナリティは小嶋慎太郎（プロデューサー）、小林ゆう（W.I.Z 役）。

## ドラマCD
ラジオドラマエクストルーパーズ
2013年1月30日にタブリエ・コミュニケーションズより発売されたドラマCD。上記の『エクストルーパーズ ギンギラ放送局』で聞けたラジオドラマをCD化したもので、脚本は、ゲームと同じストーリーライダーズの佐藤大の書き下ろし。配信された全9話に加え、ブレンのゴーグルの秘密に迫る30分以上の録り下ろしドラマが入った2枚組。

## 関連作品
- オトレンジャー - スマートフォンアプリゲーム。ブレン&ティキ、クーリス&W.I.Z-β、ルアン&ジュリィ、ギンギラが登場し、レンジャーとして使用可能。

## 企業との提携
いずれもタイトル画面からシークレットコードを入力すれば解禁される。シークレットコードは公式サイトにて公開された。
- 餃子の王将 - 餃子がカフェのメニューとして登場。
- オロナミンC - カフェのメニューとして登場。飲むとブレンが「元気ハツラツ！」と叫ぶ。
- JOYSOUND - ロゴの入ったジャケットが登場する。
- Zoff - 装備品として眼鏡が登場する。
- モンスターハンター - 同社アクションゲーム。レウス装備がコスチュームとして登場する。